# Seconda faida di Scampia
La Seconda faida di Scampia è stata una guerra di camorra svoltasi principalmente nel quartiere napoletano di Scampia. Incominciata ad agosto 2012, è finita a dicembre del medesimo anno. Con dei colpi di coda avvenuti nel periodo 2013-2014.

## Antefatti
Inizialmente ci fu una guerra interna tra gli scissionisti, ovvero: gli Amato-Pagano e gli Abete-Abbinante-Notturno-Aprea.
- 1º ottobre 2010: omicidio di Pasquale Malavita, 43 anni, ritenuto affiliato alla Vanella Grassi. Mario Riccio (Mugnano di Napoli, 28 giugno 1991) e Fabio Magnetti (21 gennaio 1989), esponenti apicali rispettivamente dei “Pagano” e della “Vanella Grassi”, sono ritenuti i mandanti dell'omicidio: la vittima si lamentava della gestione da parte del clan degli affari e dei pagamenti. Fabio Magnetti e Grazioso sono coloro che in sella a uno scooter raggiunsero la vittima uccidendola. Giuseppe Magnetti e Umberto De Vitale andarono poi a recuperare lo scooter e l’arma per farli sparire.
- 19 febbraio 2011: Omicidio di Francesco Feldi.
- 22 febbraio 2011: Omicidio di Antonino D'Ando, ritenuto uno dei luogotenenti del boss Raffaele Amato, rimase vittima della lupara bianca.
- 14 aprile 2011: Omicidio di Antonio Faiello (1981 - 14 aprile 2011), membro del clan Di Lauro.
- 27 aprile 2011: Duplice omicidio di Giuseppe Ferraro, 55 anni, e Giuseppe Parisi, 48 anni, sono stati crivellati di colpi da un killer che ha agito da solo. Le due vittime erano nel salone da barbiere Vincent. La scena sembrava rirpresa da un film di Brian De Palma sulla mafia di Al Capone. Ferraro, incensurato, secondo le prime informazioni era un ex dilauriano ritenuto vicino agli scissionisti del clan Amato-Pagano. I proiettili lo hanno colpito in faccia. Parisi, pregiudicato, è stato ucciso con alcuni colpi alle spalle, mentre cercava di scappare. Il barbiere è rimasto illeso ed è stato sentito a lungo dagli investigatori. Nei pressi dell’agguato c’erano diversi negozi aperti. Le forze dell’ordine hanno trascorso le ore successive al delitto alla ricerca di potenziali testimoni, in un quartiere dove difficilmente la gente collabora. A febbraio, sempre a Secondigliano, è stato ucciso un elemento di spicco degli scissionisti, Francesco Feldi. Parisi, secondo alcune ricostruzioni, apparteneva al gruppo capeggiato da Feldi. Due settimane dopo un killer ha ucciso un appartenente al clan Di Lauro, ferendone un altro.
- 8 luglio 2011: Omicidio di Salvatore Chiariello.
- 5 agosto 2011: Omicidio di Emilio Forino, 29 anni già noto alle forze dell'ordine e ritenuto vicino alla nuova ala del clan Amato-Pagano che opera a Secondigliano e Casavatore. È stato raggiunto da 12 colpi d'arma da fuoco.
- 25 settembre 2011: Omicidio di Ciro Nocerino (1966 - 25 settembre 2011), boss degli scissionisti. Nocerino era ricercato da nove mesi, ovvero dal dicembre scorso e per gli inquirenti era il braccio destro di Gennaro Marino detto “McKay”, uno dei promotori della fazione scissionista. Fu fermato durante un summit di camorra al quale parteciparono i ras dell’organizzazione di via Cupa dell’Arco: l’uomo era anche il cognato di Massimo Bevilacqua, anch’egli ritenuto vicino agli Amato-Pagano.
- 5 ottobre 2011: Omicidio di Fabio Bartolo, 31 anni, pregiudicato. Bartolo, secondo gli inquirenti, era vicino alla cosca Pagano: la sua eliminazione potrebbe essere la risposta degli Amato all’agguato del 25 settembre in cui perse la vita Ciro Nocerino.
- 21 ottobre 2011: Omicidio di Giovanni Candone, 37 anni, passato dal clan Di Lauro alla compagine degli "spagnoli", era ritornato nel quartiere dopo poco più di tre anni trascorsi in carcere.
- 22 dicembre 2011: Omicidio di Fabio Cafasso, 36 anni, vicino agli scissionisti.

## Cronologia degli eventi
La nuova faida vedeva contrapposto il cartello degli Scissionisti a una sua fazione interna, i cui componenti sono stati ribattezzati i Girati (dal termine girato che in gergo camorristico significa colui che ha tradito) o gruppo della Vannella Grassi (dal nome della via del quartiere dove i Girati hanno la base operativa), che si sono alleati con il clan Di Lauro (clan spodestato dagli Scissionisti a seguito della faida precedente); tra le vittime ci sono stati il boss degli scissionisti Gaetano Marino (fratello del boss Gennaro Marino, detto McKay), ucciso il 23 agosto 2012 a Terracina dove si trovava in vacanza con la famiglia, Pasquale Romano, ragazzo innocente ammazzato per errore il 15 ottobre 2012 a Napoli nel quartiere di Piscinola, perché scambiato per uno spacciatore (vero bersaglio dei killer) a cui assomigliava e Luigi Lucenti, pregiudicato di 50 anni ucciso con tre colpi di pistola il 5 dicembre 2012 da due killer in un cortile di una scuola materna di Scampia, dove si era rifugiato per sfuggire all'agguato. Proprio questo episodio causò molto scalpore e indignazione nell'opinione pubblica, tanto che la faida s'interruppe proprio a seguito di esso e la faida fu vinta dai Girati (Petriccione-Magnetti-Mennetta o della Vanella Grassi), per poi riprendere qualche anno dopo.
- 4 gennaio 2012: Omicidio di Rosario Tripicchio.
- 9 gennaio 2012: Duplice omicidio di Raffaele Stanchi (1973 - 9 gennaio 2012) e Luigi Montò. Il primo era un ex fedelissimo al clan Di Lauro passato poi nelle file degli Amato-Pagano dopo la guerra scoppiata nel 2005. Un ruolo di primissimo piano quello di Stanchi all’interno del gruppo degli scissionisti, tanto che gli investigatori parlano di lui come di un elemento di vertice dell’organizzazione Il secondo, Luigi Montò, 51 anni, sarebbe invece l'autista e factotum di Stanchi.
- 10 gennaio 2012: Omicidio di Patrizio Serrao.
- 16 gennaio 2012: Omicidio di Fortunato Scognamiglio, di 28 anni.
- 18 marzo 2012: Tentato omicidio di Diego Riccio (Napoli, 30 gennaio 1985). Pregiudicato per reati contro il patrimonio e legato al clan "Abete-Abbinante", oltre che parente di un affiliato del già citato cartello camorristico.
- 9 maggio 2012: Omicidio di Biagio Biancolella, 32 anni, sposato e con due figli. L'uomo, già noto alle forze dell'ordine, è ritenuto vicino al clan degli Scissionisti.
- 21 giugno 2012: Duplice omicidio di Franco Gaiola e Ciro Abrunzo, il primo aveva 58 anni ed era soprannominato o'Fachiro, mentre il secondo, conosciuto come o'Cinese, aveva 29 anni ed era incensurato, sebbene ras emergente degli Abete-Abbinante-Notturno-Aprea. Fu un attacco compiuto dagli Amato-Pagano, allora non ancora spaccati tra "melitesi" e "maranesi", e dal clan "Vanella Grassi".
- 4 luglio 2012: Tentato omicidio di Giovanni Esposito (Napoli, 6 febbraio 1963), detto “'o Muort”, cognato del boss Antonio Abbinante e reggente del clan degli “Scissionisti” del Rione Monterosa.
- 10 luglio 2012: Omicidio di Alfredo Leonardi (Napoli, 5 febbraio 1978 - 10 luglio 2012), nipote di Antonio Leonardi.
- 13 luglio 2012: Omicidio di Vincenzo Ciletti (Napoli, 5 aprile 1975 - 13 luglio 2012).
- 23 agosto 2012: Omicidio di Gaetano Marino (Napoli, 1º novembre 1964 - 23 agosto 2012), fratello del boss degli scissionisti Gennaro.
- 28 agosto 2012: Omicidio di Gennaro Ricci (Napoli, 28 luglio 1976 - 28 agosto 2012).
- 9 settembre 2012: Omicidio di Raffaele Abete (Napoli, 5 febbraio 1971 - 9 settembre 2012), fratello del boss degli scissionisti Arcangelo.
- 12 settembre 2012: Tentato duplice omicidio di due uomini di Marcianise, Saverio Mancini e Antonio Tartaglione; l'episodio è avvenuto a Caivano.
- 17 settembre 2012: Omicidio di Roberto Ursillo (Napoli, 2 febbraio 1992 - 17 settembre 2012), parente e affiliato ad Antonio Bastone, fu ucciso da un commando della Vanella Grassi.
- 8 ottobre 2012: Omicidio di Mario Perrotta (Napoli, 14 febbraio 1985 - 8 ottobre 2012).
- 9 ottobre 2012: ferimento di Luigi Russo (Arzano, 12 febbraio 1970 - 9 dicembre 2012), morirà esattamente 2 mesi dopo il 9 dicembre 2012.
- 9 ottobre 2012: Omicidio di Salvatore Barbato (Napoli, 3 luglio 1985 - 9 ottobre 2012).
- 15 ottobre 2012: Omicidio di Pasquale Romano (Napoli, 7 maggio 1982 - 15 ottobre 2012), vittima innocente, il reale obiettivo del killer Salvatore Baldassare (1983) era il boss Antonio Leonardi (13 giugno 1960).
- 23 ottobre 2012: Omicidio di Gennaro Spina (Napoli, 3 luglio 1986 - 23 ottobre 2012), legato al gruppo della Vanella Grassi.
- 9 novembre 2012: Omicidio di Ciro Esposito (Napoli, 1º febbraio 1964 - 9 novembre 2012).
- 15 novembre 2012: Omicidio di Vincenzo Priore (Napoli, 10 gennaio 1991 - 15 novembre 2012).
- 3 dicembre 2012: Omicidio di Mirko Romano (Napoli, 17 aprile 1985 - 3 dicembre 2012).
- 5 dicembre 2012: Omicidio di Luigi Lucenti (Napoli, 20 ottobre 1962 - 5 dicembre 2012). Luigi Lucenti, pregiudicato di 50 anni, fu ucciso con tre colpi di pistola il 5 dicembre 2012 da due killer in un cortile di un asilo di Scampia (dove in quel momento era in corso l'annuale concerto natalizio dei piccoli alunni), dove si era rifugiato per sfuggire all'agguato; proprio questo episodio causò molto scalpore e indignazione nell'opinione pubblica, tanto che la faida s'interruppe proprio a seguito di esso.
- 15 dicembre 2012: Lancio di alcune bombe a mano da parte degli Abete-Abbinante-Notturno: la prima fu lanciata in un cortile delle Case Celesti, un insediamento popolare al confine con Secondigliano, e non esplose per un malfunzionamento; la seconda bomba a mano venne lanciata poco dopo nel cortile del Lotto G e il suo scoppio provocò il ferimento di 2 minorenni e il danneggiamento di 9 auto. Con tali atti gli «Abete-Abbinante-Notturno» volevano mostrare in maniera plateale agli avversari, soprattutto ai Barretta, la loro forza e superiorità militare. Tuttavia il lancio della bomba in pieno pomeriggio aveva sfiorato la strage e questo fece calare i loro appoggi tra la gente di Scampia e ne decretò la sconfitta dal punto di vista militare.
- 20 dicembre 2012: Omicidio di Biagio Scagliola (Napoli, 8 gennaio 1957 - 20 dicembre 2012).

## La prosecuzione nel periodo 2013-2018
Incominciata a ottobre 2015 e tuttora in corso, più che una nuova faida, è la prosecuzione di quella precedente, conclusasi senza vincitori e vinti, ma solamente interrotta a causa della grande attenzione mediatica derivata da alcuni episodi di sangue verificatisi al suo interno; dalla ripresa delle ostilità si contano già diversi agguati mortali da parte di entrambe le fazioni (composte prevalentemente da giovanissimi e da donne, che hanno preso il posto dei boss arrestati e/o assassinati).
- 9 maggio 2013: omicidio di Carlo Alberto Cipolletta, 39 anni, residente a Mugnano di Napoli, con precedenti penali e vicino agli scissionisti.
- 20 agosto 2013: duplice omicidio dei fratelli Carlo e Antonio Matuozzo. I fratelli Matuozzo vennero uccisi a poche ore di distanza l’uno dall’altro il 20 agosto del 2013. Il primo a perdere la vita fu Carlo Matuozzo, attirato con l’inganno in casa dei Leonardi dove trovò ad attenderlo esponenti della Vanella Grassi che gli saltarono letteralmente addosso e gli tolsero la vita. Matuozzo fu accoltellato (la pistola che doveva essere usata per il delitto si inceppò) e poi sgozzato. Il corpo di Matuozzo, a oggi, non è stato trovato. Antonio, invece, fu eliminato poche ore dopo a Secondigliano: alla sua esecuzione volle assistere Antonio Accurso in persona, poi divenuto pentito. I Matuozzo vennero assassinati perché avevano continuato a spacciare droga al Parco La Quadra (posto sotto la competenza della Vanella Grassi) benché i ras avessero loro fatto divieto di continuare a condurre l’attività; il divieto era arrivato dopo che i Licciardi s’erano lamentati per la prossimità di quella piazza di spaccio con uno dei loro punti vendita.
- 13 marzo 2014: caso di lupara bianca, subito dopo la cattura di Mariano Riccio (Mugnano di Napoli, 28 giugno 1991), genero di Cesare Pagano, avvenuta il 4 febbraio 2014, scomparve un suo fedelissimo, Antonio Ruggiero.
- 14 marzo 2014: omicidio di Andrea Castiello.
- 19 aprile 2014: duplice omicidio di Emanuele Di Gennaro, ventenne di Qualiano, e Ciro Milone, 34 anni. Il duplice omicidio avvenne all'interno di un circolo ricreativo a pochi passi dalla storica casa del boss Paolo Di Lauro.
- 12 marzo 2015: omicidio di Antonio Pastella, detto "Tonino il Rosso", 38 anni, affiliato alla cosca degli Amato-Pagano.
- 27 aprile 2015: omicidio di Ciro Cortese (1978), 37 anni, ex affiliato dei Di Lauro e ritenuto importante elemento del clan della “Vanella-Grassi”; nell’agguato è rimasta coinvolta casualmente un’altra persona, che è stata ferita gravemente.
- 12 maggio 2015: omicidio di Salvatore Vigna, di anni 40, pregiudicato per reati concernenti gli stupefacenti, la persona e il patrimonio, ritenuto contiguo al clan degli “Amato-Pagano-Riccio”.
- 17 ottobre 2015: omicidio di Domenico Aporta (1991 - 2015), 24 anni, ucciso per uno sgarro interno al suo clan, quello dei “Girati della Vanella-Grassi” e il ferimento a un braccio del fratello Aporta Mariano (1995), incensurato, riuscito a fuggire e a raggiungere il Pronto Soccorso dell’Ospedale “San Giovanni Bosco”; entrambi i fratelli risultano contigui al clan camorristico della "Vanella-Grassi".
- 18 ottobre 2015: il ferimento avvenuto nella tarda serata del 18 ottobre 2015, a Napoli, nel quartiere Scampia, di Montesano Nunzio, di anni 30, pregiudicato per reati inerenti agli stupefacenti, evasione, ricettazione, appartenente agli “Amato-Pagano”, avvicinato da 5 individui a piedi che lo hanno prima malmenato e poi ferito con colpi di arma da fuoco agli arti inferiori.
- 23 ottobre 2015: omicidio di Raffaele Stravato, 39 anni, è stato ucciso dai killer del clan Lo Russo a Marianella.
- 5 gennaio 2016: caso di lupara bianca, 24enne Luigi Di Rupo, ritenuto vicino ai fratelli Cancello (i fratelli Elio e Maurizio, che risultano essere vicini agli Amato-Pagano già dai tempi della scissione nel 2004).
- febbraio 2016: caso di lupara bianca, Davide Tarantino, era il referente a Melito per il gruppo di Mariano Riccio nei rioni popolari "219" e "Coscia Borrelli". Al momento della scomparsa era latitante.
- 11 maggio 2016: omicidio di Giovanna Arrivoli, 41 anni, uccisa e sepolta in un fosso a Melito; la donna si sentiva un uomo.
- 18 maggio 2016: a Melito viene ferito Pietro Caiazza (indagato).
- 20 giugno 2016: duplice omicidio di Mohamed Nuovo (figlio adottivo dello scissionista Antonio Siviero), marocchino di 30 anni, e Alessandro Laperuta, 32 anni, entrambi ritenuti vicini al clan Amato-Pagano. Domenico Amato (dicembre 2000), figlio di Rosaria Pagano (1965) e di Pietro Amato, li uccise a colpi di pistola, all'epoca dei fatti aveva solo 15 anni.
- 11 dicembre 2016: omicidio di Francesco Angrisano, 30 anni, elemento di spicco del gruppo camorristico della Vanella Grassi.
- 18 settembre 2017: omicidio di Nicola Notturno (21 aprile 1996 - 18 settembre 2017), figlio di Raffaele, boss degli scissionisti e nipote di Gennaro Notturno, pentito.
- 12 dicembre 2018: duplice omicidio di Giuseppe Santangelo, 29 anni, e Fabio De Luca, 30 anni, inizialmente ferito, poi morto in ospedale, i due rappresentavano rispettivamente gli Amato-Pagano e i Mazzarella. Secondo quanto ricostruito sinora dalla Polizia, i due avevano un appuntamento con altre persone, probabilmente del clan Contini, che hanno il quartier generale proprio di fronte all’ospedale dove sono arrivati i due in fin di vita.